# 短褶管螺
短褶管螺（学名：Bathyptychia breviplica）是烟管蜗牛科的一种。
舊屬管螺属，今屬Bathyptychia屬。

## 分佈
主要分布于中国大陆，常栖息在阴暗潮湿、多腐殖质的环境。